# Зоран Пјанић
Зоран Пјанић (Битољ, 3. јул 1922 — Београд, 21. јун 1991) био је учесник Народноослободилачког рата, економиста, друштвено-политички радник СФРЈ и СР Србије и ректор Универзитета у Београду.

## Биографија
Рођен је 3. јула 1922. у Битољу, где је завршио основну школу и гимназију. Почетак Другог светског рата у Југославији, омео га је у намери да матурира и упише факултет. Народноослободилачком покрету (НОП) прикључио се 1942. и отишао у партизане. Године 1944. постао је члан Савеза комунистичке омладине (СКОЈ), а 1945. члан Комунистичке партије (КПЈ). Након завршетка рата, уписа је Економски факултет у Београду.
Од 1947. радио је као начелник Планског одељења Комитета за кинематографију Владе ФНРЈ, а затим као директор Вишег економског курса Привредног савета Владе ФНРЈ. Од 1949. до 1951. налазио се на усавршавању на Институту друштвених наука, где је био члан Катедре за политичку економију. Године 1951. изабран је за предавача предмета Политичка економија на Пољопривредном и Правном факултету у Београду. Године 1956. одбранио је на Економском факултету у Београду докторску дисертацију Проблем становништва у економској теорији и исте године био је изабран за доцента. Године 1960. постао је ванредни, а 1965. редовни професор Економског факултета.
У почетку је држао наставу из предмета Политичка економија II, а потом из предмета Теорија и политика цена. Био је шеф Катедре за Општу економску теорију на Економским факултету, a oд 1976. шеф одсека опште економије на Факултету. Од 1975. до 1977. био је председник Савета Економског факултета, а 1979. је основао последипломски курс из Опште теоријске економије.
Од 1957. до 1962. радио је и као генерални секретар Заједнице југословенских универзитета. Учествовао је у оснивању међународног семинара Универзитет данас и у покретању истоименог часописа. Био је председник комисија за оснивање Економског факултета у Нишу, Суботици и Титограду. Од 1963. до 1968. био је председник Економског савета Савезног извршног већа (СИВ), чији је председник био Петар Стамболић. У више мандата је биран за посланика у Скупштини СР Србије, где је био председник Одбора за високо школство и науку, а од 1967. до 1969. председник Просветно-културног Већа и члан Председништва Скупштине СР Србије, чији је председник био Милош Минић. Од 1969. када је основана Републичка заједница за научни рад, па до 1974. био је члан Републичког савета за научни рад и члан Југословенског одбора за координацију науке и технологије.
Члан Извршног одбора и потпредседник Српске књижевне задруге, био је од 1969. до 1972, а био је и члан Савезног комитета за друштвено планирање и члан Уставне комисије Скупштине СР Србије. Од 1974. до 1977. био је председник Удружења наука и друштво. Приликом оснивања Европска научна фондација у Стразбуру, са циљем да се води заједничка научна политика у Европи, постао је 1974. члан њеног Извршног одбора и био до 1981. године. Почетком осамдесетих (1981—1983) активно је учествовао у изради Дугорочног програма економске стабилизације  СФРЈ.
Поред научног рада на Универзитету, деловао је и у Институту друштвених наука, где је у прве четири године његовог постојања водио Одељење економских наука. Сарадњу са Институтом је наставио и касније, па је организовао рад на два велика пројекта - о специфичниј цени производње и образовању цена у привредном систему Југославије.
Приликом покретања акције за израду Економског лексикона, у којој је учествовало преко двеста сарадника из читаве Југославије, изабран је за главног редактора. Ова публикација је на сајму књига у Београду 1975. добила прву награду града Београда. Потом је био главни редактор Економске ениклопедије, капиталног дела у два тома, која је објављена 1984. и такође добила прву награду на београдском сајму књига. Године 1984. добио је Нинову награду за књигу Самоуправни привредни систем.
Члан Председништва Социјалистичке Републике Србије био је од маја 1986. до децембра 1989. године. У овом мандату председници Председништва били су Иван Стамболић, Петар Грачанин и Слободан Милошевић. Новембра 1989, на предлог Кандидационе комисије Републичке конференције Социјалистичког савеза радног народа Србије, био је један од четири кандидата на изборима за председника Председништва СР Србије. Слободан Милошевић однео је на овим изборима убедљиву победу, а Пјанић је освојио 404.853 гласова (7,3%).
Одликован је са више југословенских и иностраних одликовања, а добитник је бројних плакета и споменица. Више пута је биран за члана жирија за доделу Октобарске и Седмојулске награде, а био је и председник Одбора за Награду АВНОЈ-а. Почасни члан је неколико инстутута и научних удружења.
Умро је 21. јуна 1991. у Београду, где је и сахрањен.